# Yassine Lakhal
Yassine Lakhal est un footballeur marocain né le 5 mai 1989 à Tétouan au Maroc. 
Il évolue au poste d'attaquant au Moghreb de Tétouan et en équipe du Maroc olympique.

## Biographie

### Club
Né à Tétouan et formé dans le club de cette ville, le Moghreb de Tétouan, il est transféré au club du Wydad de Casablanca lors de l'été 2011, malgré l'intérêt de plusieurs clubs français comme Bordeaux et d'autres équipes comme Al-Aïn. Il fait ses débuts avec le Wydad de Casablanca lors d'un match comptant pour la Ligue des champions de la CAF. Il marque son premier but le 22 novembre 2011 contre son équipe de formation, le Moghreb de Tétouan.

### Sélection nationale
Il est sélectionné en équipe du Maroc olympique avec laquelle il arrive au second tour des Jeux olympiques 2012. En 2011, il marque son premier but en sélection olympique lors d'un match amical comptant pour le Tournoi international olympique contre la Zambie sur le score de 1-0.

## Carrière
- 2002-2011 :  Moghreb de Tétouan
- 2011-déc. 2014 :  Wydad de Casablanca
- depuis 2015 :  Moghreb de Tétouan

## Palmarès
Wydad de Casablanca
- Ligue des champions de la CAF
  - Finaliste en 2011
- Coupe du Trône
  - Demi-Finaliste en 2011
- Championnat du Maroc
  - Vainqueur en 2015

### Statistiques
| Compétition          | Matchs | buts |
| -------------------- | ------ | ---- |
| CAF Champions League | 9      | 0    |
| Coupe du Trône       | 1      | 0    |
| Botola               | 36     | 16   |